# Пасецький потік
Пасецький потік (словац. Pasecký potok) — річка в Словаччині, права притока Теплиці, протікає в окрузі Сениця.
Довжина приблизно 10 км. Витік знаходиться в масиві Білі Карпати (підрозділ Кутики) на висоті близько 400 метрів. Протікає територією сіл Частков; Рогов; Рибки і міста Сениця.
Впадає в Теплицю на висоті приблизно 195—200 метрів.